# Caterina Buti del Vacca
Caterina Buti del Vacca (również Caterina Lippi, ur. 1436, zm. 1495) – kochanka florenckiego notariusza ser Piera da Vinci, matka włoskiego malarza renesansowego Leonarda da Vinci.

## Życiorys
Pochodzenie Cateriny nie zostało do końca ustalone. Jeden z pierwszych biografów Leonarda da Vinci, piszący ok. 1540 Anonimo Gaddiano, przekazał, że matka artysty pochodziła z wysokiego stanu społecznego, przy czym istnieje hipoteza, jakoby była ona dzieckiem nieślubnym. Przez dłuższy czas uważano, że urodziła się ok. 1427 roku. Na podstawie badań przeprowadzonych w 2017 roku przez brytyjskiego historyka sztuki Martina Kempa i włoskiego archiwisty Giuseppe Pallantiego ustalono, że Caterina urodziła się w 1436 roku. Pochodziła z ubogiej rodziny chłopskiej. Przyjmuje się również, że była ona córką drwala Boscaiola di Cerreto Guidi z dębowego lasu niedaleko Vinci. W 1450 roku została sierotą, wraz z młodszym bratem mieszkała u babki, która zmarła rok później.
Miała romans z florenckim prawnikiem i księgowym ser Pierem da Vinci, wywodzącym się z rodziny notariuszy. 15 kwietnia 1452 urodziła syna, nazwanego imieniem Leonardo. Ser Piero nadał mu nazwisko, lecz nie poślubił Cateriny, prawdopodobnie dlatego, że był już zaręczony z córką bogatego notariusza Albierą di Giovanni Amadori.
Według innych spekulacji Caterina mogła być niewolnicą z Chin lub krajów arabskich.
Rok po urodzeniu Leonarda Caterina wyszła za mąż za mieszkańca Vinci Antonia di Piero Buti del Vacca zwanego Accattanbrigą (awanturnikiem), wykonującego zawód piecowego (wypalał wapno) w Mercatale, i zamieszkała wraz z nim w Campo Zeppi. Małżeństwo zaaranżował Piero da Vinci (Antonio był jednym z pracowników na jego włościach).
Małżeństwo uchodziło za owocne. Para miała jednego syna i cztery córki. Najstarszą córką była Piera (ok. 1454), następnie urodzili się Maria (1457), Lisabetta, Francesco i Sandra. Dzieci najprawdopodobniej zostały ochrzczone w kościele parafialnym San Pantaleone naprzeciwko Campo Zeppi. Według notatki z 1487 roku małżeństwo mieszkało z czworgiem dzieci. Zapis nie mówi nic o Marii, która mogła wcześniej wyjść za mąż lub umrzeć. W 1490 roku zmarł mąż Cateriny. W tym samym czasie zmarł jej syn, zastrzelony z kuszy.
16 lipca 1493 do Corte Vecchia przyjechała kobieta o imieniu Caterina, identyfikowana z matką Leonarda. Informację o jej przybyciu da Vinci zamieścił w swoim notatniku. Caterina po owdowieniu miała przyjechać do syna, aby u jego boku przeżyć ostatnie lata życia. Z Leonardem mieszkała przez dwa lata. Gdy zmarła, da Vinci urządził jej skromny jak na tamte czasy pogrzeb, zapisując w swym notatniku wszystkie wydatki na sumę 123 soldów. Według części badaczy w 1495 roku Leonardo pochował nie matkę, a służącą o tym samym imieniu.